# Flux Pavilion
Flux Pavilion (* 15. Januar 1989 in Towcester; bürgerlicher Name Joshua Steele) ist ein britischer Dubstep- und Brostep-Produzent sowie DJ.

## Biografie
Mit 13 Jahren begann Joshua Steele mit der Musik und schloss sich auch mit Shaun Brockhurst alias Doctor P zusammen. Als Flux Pavilion machte er sich ab 2009 als DJ und Produzent einen Namen. Daneben hat er einen Abschluss in Commercial Composition und mit Doctor P und DJ Swan-E ein eigenes Label mit dem Namen Circus Records.
Radiomoderator Chris Moyles von BBC Radio One machte 2011 sein Stück Bass Cannon bekannt, was ihm seine erste Chartplatzierung einbrachte. Und ein Sample von I Can’t Stop wurde im Lied Who Gon Stop Me von Jay-Z und Kanye West verwendet. Ende 2011 war er einer der 15 Nominierten für den Sound of 2012 der BBC.

## Diskografie
Alben
- Tesla (2015)
- .Wav (2021)

EPs
- Boom EP (Flux Pavilion, Datsik & Excision, 2009)
- Nuke ’Em EP (Flux Pavilion, Datsik, Tom Encore & Redline, 2009)
- Lines In Wax (2010)
- Blow The Roof (2013)
- Freeway EP (2013)
- Party Drink Smoke (Flux Pavilion & Doctor P, 2016)

Singles
- Fucking Noise (2009)
- Digital Controller (2009)
- Voscillate (2010)
- Night Goes On (2010)
- Lines In Wax (featuring Foreign Beggars, 2010)
- I Can’t Stop (2010, US: Gold)
- Hold Me Close (2011)
- Bass Cannon (2011)
- Superbad (Flux Pavilion & Doctor P, 2011)
- Daydreamer (featuring Example, 2012)
- Jah No Partial (Major Lazer featuring Flux Pavilion, 2012)
- Do or Die (featuring Childish Gambino, 2013)
- Gold Teeth (featuring Dan Le Sac vs. Scroobius Pip, 2013)
- Steve French (featuring Steve Aoki, 2013)
- International Anthem (featuring Doctor P, 2015)
- Who Wants to Rock (featuring Riff Raff, 2015)
- Feels Good (featuring Tom Cane, 2015)
- Emotional (featuring Matthew Koma, 2015)
- Feel Your Love (Flux Pavilion & Nghtmre featuring Jamie Lewis, 2016)
- Cannonball (Flux Pavilion & Snails, 2016)
- Savage (Flux Pavilion, Whethan & Max Schneider, 2016)
- Call To Arms (Flux Pavilion & Meaux Green, 2018)
- Symphony (featuring Layna, 2018)
- Party Starter (Flux Pavilion & Eliminate, 2018)

## Auszeichnungen für Musikverkäufe
| Platin-Schallplatte - Neuseeland - 2021: für die Single Savage |

Anmerkung: Auszeichnungen in Ländern aus den Charttabellen bzw. Chartboxen sind in ebendiesen zu finden.
| Land/RegionAuszeichnungen für Musikverkäufe (Land/Region, Auszeichnungen, Verkäufe, Quellen) | Gold  | Platin  | Verkäufe | Quellen          |
| -------------------------------------------------------------------------------------------- | ----- | ------- | -------- | ---------------- |
| Neuseeland (RMNZ)                                                                            | —     | Platin1 | 30.000   | radioscope.co.nz |
| Vereinigte Staaten (RIAA)                                                                    | Gold1 | —       | 500.000  | riaa.com         |
| Insgesamt                                                                                    | Gold1 | Platin1 |          |                  |